# Agartha
Agartha ou Agarta, por vezes chamada de Agharta, seria um reino situado no coração da Terra, e por vezes, dentro da Terra. Neste sentido, a crença em sua existência estaria associada às teorias da Terra Oca e à cidade sagrada de Shambhala.
Shambhala, não necessariamente entendida como um reino subterrâneo, no imaginário do budismo e do hinduísmo, dentre outros, acha-se associada ao axis mundi, ou eixo primordial mitológico de um povo ou cultura, sendo uma das oito cidades sagradas localizadas em quarta dimensão, como entende a tradição ocultista, baseada principalmente em textos do budismo e consequentemente do hinduismo.
A partir desse reino mítico, um monarca chamado Melki-Tsedeq, ou Melquisedeque, governaria o mundo. Este misterioso personagem é citado na Bíblia (Gên. 14:18-20 e Heb 6:17-20 e 7:1-3). No Budismo tibetano crê-se que haveria canais de ligação entre Shambhala e o reino budista dos Dalai Lama.

## Relatos de exploradores
A ocultista russa Helena Petrovna Blavatsky associa Shambhala a um destino escatológico: seria o berço do Messias que apareceria para libertar a Terra antes do fim do Kali Yuga, ou ciclo de destruição de mundos. Tal reino seria mencionado nos Puranas, coleção atribuída ao Vyâsa ("compilador") Krishna Dwaipâya, autor do grande épico hindu Mahabharata, sânsc. Mahābhārata.
Em toda a Ásia Menor, não somente no passado, mas também hoje, acredita-se na existência de uma cidade de mistério, cheia de maravilhas, conhecida como Shambhala, ou Shamb-Allah, ou, entre os povos tibetano e mongol, Erdami. Na China, no panteão do taoismo, é considerada a residência da Mãe Sagrada do Oeste, que o budismo chinês depois associa a Kuan Yin ou Guan Yin, e o japonês a Kannon, divindade da misericórdia, advinda da representação indiana original de Avalokiteshvara, "O que olha para baixo" (em socorro dos seres), Cherenzig no Tibete.
O explorador polonês Ferdinand Ossendovski, no início do séc. XX, refere-se ao reino de Agartha, crença provavelmente inspirada na cidade mitológica de Shambhala, como um reino habitado por milhões de indivíduos, governados por Rigden Jyepo (tib.), soberano ou rei do mundo. No livro Bestas, Homens e Deuses, Ossendovski, que ouviu várias histórias ao viajar pela Ásia Central, faz referências a Agartha, mostrando que o povo oriental crê em tal fato, especialmente os tibetanos, mongóis e chineses. Toda a natureza se calaria para louvar o rei do mundo em suas manifestações no plano físico.
No final do século XIX, o marquês Saint-Yves D'Alveydre viajou pela Índia e arredores e ouviu relatos semelhantes, que registrou na obra Missão da Índia.

## Terra celestial e paraíso terrestre, mundo oculto e manifesto
Entre as raças da humanidade, desde o alvorecer dos tempos, existe a tradição de uma terra sagrada ou paraíso terrestre, onde os mais elevados ideais da humanidade são realidades vivas. Este conceito é encontrado nos escritos mais antigos e nas tradições dos povos da Europa, Ásia Menor, China, Índia, Egito e Américas. Esta terra sagrada poderia ser conhecida por pessoas merecedoras, puras e inocentes, razão pela qual constitui o tema central dos sonhos da infância.
O caminho para essa terra abençoada, este mundo invisível, domínio esotérico e oculto, constitui a motivação principal e a chave-mestra de ensinamentos misteriosos e sistemas de iniciação. Essa chave mágica é o Abre-te, Sésamo! que destranca as portas de um mundo novo e maravilhoso. Os antigos Rosacruzes a designavam pela palavra vitriol, combinação das primeiras letras da frase vista interiora terrae retificando invenes omnia lapidem, para indicar que "no interior da Terra está oculto o verdadeiro mistério".
O caminho que conduz a este mundo oculto seria o da iniciação.
Na Grécia antiga, nos Mistérios de Elêusis e pelo Oráculo de Delfos, esta terra celestial era chamada de Monte Olimpo e de Campos Elísios. Também nos tempos védicos primitivos era chamada por vários nomes, tais como Ratnasanu (pico da pedra preciosa), Hermadri (montanha de ouro) e Monte Meru, lar dos deuses no Hinduísmo.
A compilação dos Eddas, textos islandeses referentes à mitologia nórdica, também menciona esta cidade celestial, que ficava na terra de Asar, dos povos da Mesopotâmia, terra de Amenti do Livro Sagrado dos Mortos, dos antigos egípcios, a cidade das Sete Pétalas de Vixnu e a Cidade dos Sete Reis de Edom, ou Éden da tradição do judaismo. Em outras palavras, o paraíso terrestre.
Os persas denominam-na Alberdi ou Aryana, terra dos seus ancestrais. Os hebreus chamam-na Canaã e os mexicanos Tula ou Tolan, enquanto os astecas chamavam-na de Maya-Pan. Os conquistadores espanhóis que vieram para a América acreditavam na existência de tal cidade e organizaram muitas expedições para procurá-la, chamando-a de El Dorado, Eldorado, ou "Cidade do Ouro". Provavelmente souberam a seu respeito pelos aborígenes que a a ela se referiam como Manoa ou "Cidade Cujo Rei se Veste com Roupas de Ouro".
Para os celtas, esta terra sagrada era conhecida como "Terra dos Mistérios", Duat ou Dananda. Uma tradição chinesa fala de uma Terra de Chivin ou Cidade das Doze Serpentes.
Na Idade Média estava associada à Ilha de Avalon e à saga dos Cavaleiros da Távola Redonda, que, sob a liderança do Rei Arthur e a  orientação do mago Merlin, empreendiam a busca do Graal ou Cálice Sagrado, símbolo da obediência, da justiça e da imortalidade, e que teria sido usado na última ceia de Jesus com os apóstolos e, após a crucificação, contido o sangue do "golpe de misericórdia" dado pelo soldado Longino e guardado pelo devoto José de Arimatéia.